# 都市再開発
都市再開発（としさいかいはつ、英語: Urban redevelopment）は、既存の市街地を再整備すること。単に「再開発」とも呼ばれる。防災対策としての古い密集市街地の再整備や、工場など企業用地移転などに伴う跡地の開発なども含まれる。鉄道駅周辺の都市再開発は「駅前再開発」と呼ばれる。
英語にはアーバン・リニューアル (Urban renewal) という概念があり、日本語では都市更新（としこうしん）と訳される。

## 日本の都市再開発

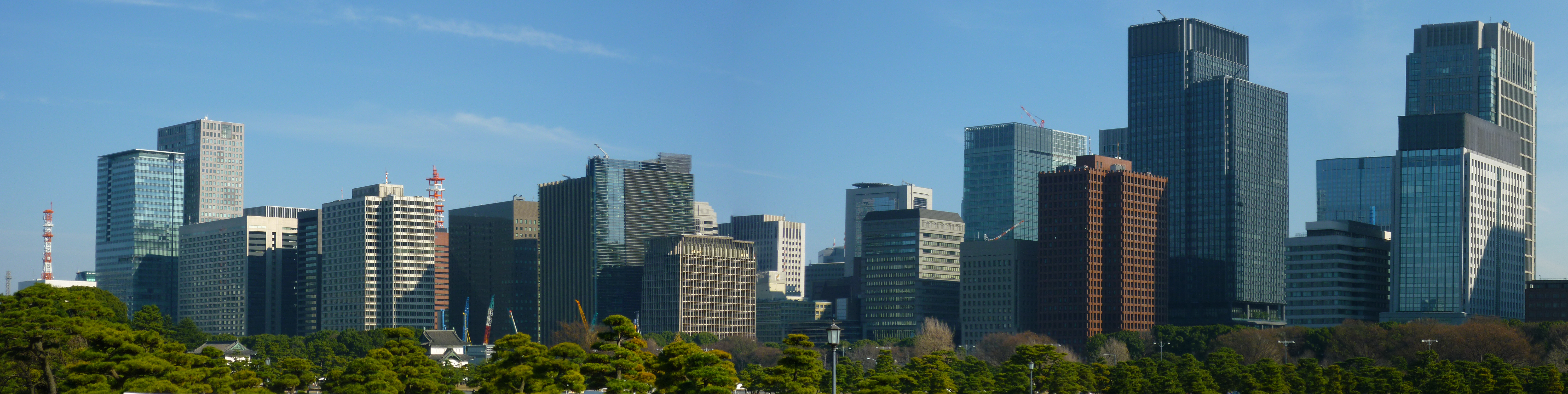
再開発の進む東京都千代田区大手町地区

日本における都市再開発は、都市再開発法に定める「市街地再開発事業」を指すことが多い。また土地区画整理事業による都市再開発もしばしば行われる。
その他の都市再開発には、特定街区制度や総合設計制度を用いる場合、都市計画及び関連法による法定計画（例えば再開発促進区）が定められる場合、任意に事業が行われる場合（例えば工場跡地の再開発）などがある。
駅前再開発は、鉄道駅周辺の密集した市街地にある狭隘道路を拡張し、駅前広場を建設してロータリーやバスターミナルなどの交通広場を確保するために行うことも多く、日本全国各地に見られる事例である。駅前近くにある大規模な敷地（工場跡地など）の再開発や、震災などの災害復興のために行われるもの（震災復興再開発事業）など様々な事例がある。

### 関連法規・制度
- 土地区画整理事業 / 土地区画整理事業一覧
- 都市再開発法
- 都市計画法
  - 都市計画 / 地区計画
  - 特定街区
  - 開発許可制度
- 都市再生特別措置法
  - 都市再生特別地区 / 都市再生緊急整備地域
  - 国際競争拠点都市整備事業 / 民間都市再生事業計画認定制度
- 新住宅市街地開発法
  - 新住宅市街地開発事業
- 土地活用モデル大賞
- 新都市拠点整備事業（旧制度）

### 市街地開発事業について
都市計画法12条1項各号に掲げる都市の開発事業に「市街地開発事業」がある。地方公共団体などが一定の地域に総合的な計画に基づいて公共施設や宅地といった建築物の整備を一定的に行い、面的な市街地の開発を図ることを目的としている。
「市街地開発事業」：都市計画法第12条に定める都市計画事業は、以下のとおり
1. 土地区画整理法（昭和29年法律第119号）による土地区画整理事業
2. 新住宅市街地開発法（昭和38年法律第134号）による新住宅市街地開発事業
3. 首都圏の近郊整備地帯及び都市開発区域の整備に関する法律（昭和33年法律第98号）による工業団地造成事業又は近畿圏の近郊整備区域及び都市開発区域の整備及び開発に関する法律（昭和39年法律第145号）による工業団地造成事業
4. 新都市基盤整備法（昭和47年法律第86号）による新都市基盤整備事業
5. 大都市地域における住宅及び住宅地の供給の促進に関する特別措置法による住宅街区整備事業
6. 密集市街地整備法による防災街区整備事業
7. 都市再開発法による市街地再開発事業

#### 新都市基盤整備事業
市街地開発事業の一つで、新都市基盤整備法に基づき大都市圏における健全な新都市の基盤を整備し、大都市における人口集中と宅地需給の緩和を図ることを目的とする。事業は新都市基盤法第5条により、すべて都市計画事業として施行し、大都市周辺部にあって新都市として開発されるべき自然的、社会的条件を備えながら、現状では都市化が困難な地域において、法第6条によって地方公共団体または都市再生機構（旧都市基盤整備公団又は旧地域振興整備公団）が事業主体となって事業を行うと定められている。
施行者は、施行区域内各筆の土地から一定割合の土地を取得した後、換地方式による土地整理で道路、鉄道、公園、下水道等の根幹的公共施設及び開発誘導地区に充てるべき土地を整備することにより、新都市の基盤をつくる、とされている。なお、開発誘導地区とは、都市として開発するための中核となる地区として、一団地の住宅施設、教育施設、医療施設、官公庁施設、購買施設などを誘導するための土地の区域をいう。施行区域のうち、根幹的公共施設及び開発誘導地区を除くその他の民有地についてはあくまで土地区画整理事業に準じて公共減歩、換地による地区の整備を行うこととされている。
なお、新都市基盤整備事業は、これまで実施例はない。
新都市基盤整備事業を定める場合の基準は、新都市基盤法第4条により、つぎのとおりである。
1. 道路、公園、下水道その他の施設に関する都市計画が定められている場合においては、その都市計画に適合するように定めること
2. 当該区域が、良好な住宅市街地が相当部分を占める新都市として適正な配置及び規模の根幹公共施設を備えるものとなるように、当該施設の用に僕すべき土地の区域を定めること
3. 開発誘導地区については、当該区域の市街化を誘導するうえで効果的であるように配置し、その面積が当該区域の面積の40%をこえないよう定めること
4. 開発誘導地区内の土地の利用計画は、開発誘導地区内に配置されることとなる住宅施設、教育施設、医療施設、官公庁施設、購買施設その他の施設の用に供すべき土地又は工業団地造成事業が施行されるべき土地の区域の配置及び規模が、新都市として適正なものとなるように定めること

以上の施行区域の要件及び都市計画の基準に従って、新都市基盤整備事業の都市計画には、都市計画法第12条第2項、都市計画法都市計画令第7条、新都市基盤法第4条第1項にもとづき、市街地開発事業の種類、名称、施行区域、施行区域の面積、根幹公共施設の用に供すべき土地の区域、開発誘導地区の配置・規模、開発誘導地区内の土地の利用計画、を定める必要がある。

#### 工業団地造成事業
首都圏の近郊整備地帯、近畿圏については近郊整備区域といった都市開発地域での工業団地造成を都市計画事業として地方公共団体、都市再生機構（経過措置）が行う市街地開発事業・団地造成事業のひとつ。
計画的な市街地整備で工業都市として発展させるほか、既成市街地への工業産業及び人口の集中抑制と周辺地域への適正分配・配置によって製造工場等の敷地の造成と、道路、排水施設、鉄道、倉庫等の施設を併せて整備することで、首都圏及び近畿圏の秩序ある発展寄与を目的としている。事業化には都市計画法に基づく手続きのほか、施行計画を定めて国土交通大臣、市町村自治体施行のときは都道府県知事に届出る。また造成敷地等を処分しようとするときにも処分管理計画を定めて大臣に届け出なければならないほか、この工場用地の譲渡を受けた者は10年間の処分制限を受ける。
開発インターチェンジ制度では、高速自動車網との開発事業では工業団地造成事業を事業者が遂行できる。
主な例として新帯広工業団地造成 (帯広市産業開発公社運営）、会津喜多方中核工業団地造成事業（旧地域振興整備公団、福島県喜多方市)、神戸三田国際公園都市、大生郷工業団地（水海道都市計画事業工業団地造成事業、茨城県常総市）、北摂三田ニュータウン、入間市狭山台工業団地造成事業、竜ヶ崎ニュータウン、など。
その他、高崎市高崎工業団地造成、発寒工業団地造成、香我美町大谷工業団地造成、善和工業用団地造成、伊予市下三谷工業団地造成、可児工業団地造成、吉野ヶ里遺跡#工場団地造成計画、長田野工業団地（府北部産業振興工業団地造成）諫早市諫早中核工業団地造成、国母工業団地工業団地造成、鹿島臨海工業地帯・鹿島臨海工業団地造成事業、などがある。

### 面開発事業
この市街地開発事業と、都市計画法で定める都市施設のうち、団地など住宅施設の一団地単位での住宅施設開発、官公庁施設の一団地単位の官公庁施設開発、流通業務団地開発などを合わせ「面開発事業」とも呼ばれている。

#### 流通業務団地造成事業
流通業務団地造成事業とは、都市開発手法のひとつで、流通業務団地について、流通業務市街地の整備に関する法律第2条第2項に定められている事業。都市計画法と流通業務市街地の整備に関する法律の定めによって建設される流通業務施設の全部又は一部の敷地の造成、造成敷地の処分、敷地とあわせて整備されるべき公共施設や公益的施設の敷地の造成又はそれらの施設の整備に関する事業のうち、都市計画事業として施行されるものをいう。
流通業務団地は、流通業務地区と呼ばれる土地区域があり、流通業務市街地の整備に関する法律第6条の2で、流通業務地区外の幹線道路、鉄道等の交通施設の利用が容易であること、良好な流通業務の団地として一体的に整備される自然的条件を備えていること、その区域の大部分が建築物の敷地として利用されていないことなどの要件を満たすことが定められている。流通業務団地造成事業の施行者は、地方公共団体、都市再生機構又は地域振興整備公団と定められている。
流通業務団地の例として流通センター (札幌市)の地域地区(流通業務地区)約230ヘクタールのうち約154ヘクタール、松本流通業務団地（長野県笹賀 (松本市)）、千歳市工業団地内流通業務団地、花巻流通業務団地（花巻市、独立行政法人都市再生機構運営）、大分流通業務団地（大分県大分市）、神戸流通業務団地（神戸流通センター）、卸町駅 (宮城県)北側流通業務団地、北大阪流通業務団地、鹿児島西インターチェンジ流通業務団地、加須市加須流通業務団地などがある。

### 都市再開発制度について
都市再開発は以下の都市整備事業手法で行われることが多い
1. 法律に基づく事業手法
2. 制度要綱等に基づく事業手法（住宅市街地総合整備事業・まちづくり総合支援事業等）
3. 都市計画法や建築基準法に基づく規制誘導（いわゆる地区計画）

国土交通省（旧建設省所管）で、市街地のまちづくり活性事業として、「市街地整備の推進」施策に位置づける市街地再開発事業等（都市局都市再開発課担当）は、以下の通りである。
1. 市街地再開発事業（法定再開発）
2. 地区再開発促進事業：計画的な再開発が必要とされた市街地等において、敷地等の共同化等により公共施設の計画的整備に資する建築物及び敷地の一体的整備
3. 小規模連鎖型市街地再開発事業：市町村が定める市街地の段階的な整備に関する計画に従って小規模な事業を順次実施することにより、段階的地区整備を図る手法を確立し、都市の再開発の促進寄与が目的
4. 歴史的建築物等活用型再開発事業：歴史的建造物等を活用する市街地再開発事業
5. 都市活力再生拠点整備事業：地域の活性化を必要とする地域について市町村が地区再生計画及び街区整備計画を策定しこれに基づいて市街地再開発事業、小規模連鎖型市街地再開発事業、地区再開発促進事業、公開空地等の整備を行う
6. まちなか活性化再開発事業：市街地再開発事業を核とし周辺を含めた総合的な機能の更新、高度利用を図る
7. 市街地再開発緊急促進事業
8. 地域活性化再開発緊急促進事業：地方都市の地域活性化に資する市街地再開発事業等に特段の支援を行う
9. 特定民間再開発事業
10. 特定の民間再開発事業
11. アーバンマネージメント推進モデル事業：エネルギー、水、廃棄物、情報化、高機能化等多様な都市運営施設の総合的管理運営の推進モデル事業

国土交通省（旧建設省所管）で、市街地のまちづくり活性事業として、住宅局市街地建築課所管「再開発の促進」施策に位置づける都市再開発は、以下の通りである。
1. 市街地再開発事業（都市局都市再開発課）
2. 優良再開発建築物整備促進事業
3. 市街地総合再生事業
4. 福祉の街づくりモデル事業：高齢者、身体障害者に配慮した街づくりの実施
5. まちなみデザイン推進事業
6. 商業地域振興整備事業（都市局都市再開発課）
7. 地域活性化再開発緊急促進事業（都市局都市再開発課）
8. 都市再開発関連公共施設整備促進事業（都市局都市再開発課）
9. 特定民間再開発事業（都市局都市再開発課）
10. 都心ビル群建替促進事業
11. アーバンコンプレックスビルディング：都市空間の高度・複合利用の要請に対応し、スカイウェイ、人工地盤によるビルネットワークの形成、鉄道、自動車専用道路等との一体整備等により市街地の複合的・重層的に活用する高度な大規模・複合建築群の整備を目的とする
12. 総合設計制度
13. 市街地空間総合整備事業

#### 都市再開発関連公共施設整備促進事業
都市の再開発及び都市拠点の形成を図る事業を推進するため、対象となる事業に関連して道路、都市公園、下水道、河川等といった必要となる公共施設の先行的かつ集中的な整備に対する国庫補助事業。対象となる事業は、市街地再開発事業（法定再開発）のほか、土地区画整理事業、地区再開発事業、優良建築物等整備事業、都心共同住宅供給事業で優良建築物等整備事業の要件に該当するもの、である。

### 市街地改造事業
市街地改造法は公共施設の整備に関連する市街地の改造に関する法律（昭和36年法律第109号）といい、1969年に都市再開発法が創設されるまでは、公共施設の整備を行う場合、市街地改造法による市街地改造事業によって、国庫補助を受けて当該事業に必要な土地取得を行い、道路や広場といった公共都市施設と施設建築物とを一体的に整備する都市再開発を行っており、大阪市の大阪駅駅前地区や、東京都内では港区の新橋駅駅前地区、1966年の神戸市三宮市街地改造事業ではこの事業制度を利用して再開発事業がなされた。

### 都市再開発法
日本では市街地再開発事業を行うため「都市再開発法」があり、第1種及び第2種市街地再開発事業について規定している。同法に基づく事業（都市計画事業）を一般に法定再開発と呼び、一定の要件を満たした場合、国の補助金などの助成が行われる。
都市の開発の手法としては、大正時代から耕地整理法（1909年）による農地の耕地整理やこれを準用した都市の区画整理が行われてきた。戦後に土地区画整理法（1954年）ができて土地区画整理事業による再開発が進められてきた。しかし、狭小な敷地に権利者（土地所有・借地・借家など）が多数存在している地価の高い都市市街地においては、土地の増価や減歩を行う土地区画整理事業を進めるのは困難であり、また土地を整理するだけの制度のために建築物の整備が伴わない問題があった。
そこで、都市施設整備とあわせて、建築敷地を集約して中高層共同ビルを建設し、その床に関係権利者が権利を移して入居できるように法的支援する制度として、「防災建築街区造成法」（1961年）と「市街地改造法」（1961年）を制定した。後にこれらをひとつにまとめて「都市再開発法」（1969年）を制定し、都市計画事業として市街地再開発事業を行うようにした。都市部の再開発事業は、この市街地再開発事業（法定再開発ともいう）が多い。土地区画整理事業と組み合わせる合併施行の事例もある。

### 市街地再開発事業
「市街地再開発事業」都市再開発法第2条に定めるの定義
市街地の土地の合理的かつ健全な高度利用と都市機能の更新とを図るため、都市計画法（昭和43年法律第100号）及びこの法律（第7章を除く)で定めるところに従つて行われる建築物及び建築敷地の整備並びに公共施設の整備に関する事業並びにこれに附帯する事業をいい、第3章の規定により行われる第1種市街地再開発事業と第4章の規定により行われる第2種市街地再開発事業とに区分する。
「都市再開発方針」
都市計画法に基づく「市街化区域の整備、開発又は保全の方針」の一部として定められていたが、2000年の法改正により、独立した都市計画になった（都市計画法第7条の2、都市再開発法第2条の3）。この方針は、都道府県が既成市街地の中で再開発の必要があると認めた区域について再開発促進地区などを示すものである。「方針」なので、具体的な権利制限は伴わない。
「再開発等促進区」
一体的かつ総合的な市街地の再開発又は開発整備を実施すべき区域として、地区計画により建築物の用途、容積率等の制限などを定める。なお、かつて「再開発地区計画」という制度があったが、2002年の都市計画法改正により「再開発等促進区」に再編された。
市街地再開発は、市街地の土地の合理的かつ健全な高度利用と都市機能の更新とを図るため、都市計画法及び都市再開発法で定めるところに従って行われる建築物及び建築敷地の整備並びに公共施設の整備に関する事業並びにこれに附帯する事業をいう。鉄道駅の周辺で駅前広場を造るとともに商業ビル等を建設する駅前再開発や、都市部で狭い道路に面して低層の建物が密集している地域などで共同化ビルを建設する事業が典型的なものである。

#### 第1種・第2種の違い
第1種市街地再開発事業（権利変換方式）
中高層の施設建築物（いわゆる再開発ビル）を建設し、再開発の区域内の土地・建物等の権利者は、再開発事業前のそれらの権利の額に対応する再開発ビルの床（権利床）及びそれに対応する土地持分を事業者から取得する。これを権利変換という。権利変換を希望しない者は事業者から権利額に相当する金銭（補償金）等を受け取る。通常は権利床に加えて余分の床（保留床）を建設し、これを売却することによって事業費を調達する方法が取られている。
第2種市街地再開発事業（用地買収方式）
再開発区域内の土地建物を、再開発事業者がいったん買い取り、事業後に入居希望者に再配分する手法。保留床を売却し事業費をまかなう手法は第1種と同じである。区域内の土地建物の権利者のうち希望する者には、買い取る代わりに施設建築物の床を提供する。なお、第2種は防災上などで緊急性が高く公共団体が実施する事業について認められるもので、個人および組合の施行では不可となる。
第2種の用地買収方式は、1975年の法改正で導入されたもので、事業区域が広いと権利者も多くなり権利変換までに非常に時間がかかることから、事業者に土地収用の権限を与えることにしたもの。大阪の阿倍野が適用第1号である。

#### 地区再開発事業
都市再開発方針によって計画的な再開発が必要とされた市街地等で、敷地等の共同化による公共施設又は公共駐車場の計画的整備に資することとなる建築物及びその敷地の一体的整備、を行う再開発事業を地区再開発事業という。制度としては、当該事業について補助が得られる。

#### 災害復興市街地再開発事業
阪神・淡路大震災による被災市街地の早期復興と被災者の生活再建を図りかつ災害に強いまちづくりを実現するため、被災市街地復興特別措置法（平成7年法律第14号）5条1項に規定する被災市街地復興推進地域等において、市区町村が策定する復興に関する計画に従い実施される市街地再開発事業。
具体には補助対象の拡充措置がなされている。その内容は、5分の2非常災害時補助率の適合や地区施設の一部を補助対象に追加するといったものなどである。

### 特定再開発事業（現・都市機能更新事業）
大都市の既成市街地等において、都市機能の更新と市街地の整備改善、業務核都市の整備や都市拠点の形成等を目的として行う事業。
特定再開発事業は1981年に事業制度が創設されるが、その後に被災市街地の復興や密集市街地の整備改善、都心の低未利用地の高度利用等を目的とした事業を加え、名称も都市機能更新事業となった。
手法には土地区画整理事業と市街地再開発事業が活用され、大都市の既成市街地等において、土地区画整理事業により、公共施設の整備と都市機能の更新を一体的かつ総合的な市街地の再開発を促進すべき相当規模の地区の計画的な整備改善を図っている。
事業施行は土地区画整理法第3条の2第1項の規定により、面積規模は原則16ヘクタール以上、一団の国有地や公有地等を活用する場合には5ヘクタール以上かつ関係する地方公共団体からの要請に基づいて、事業実施される。
主な事業に交通結節点整備である仙台市あすと長町地区、UR都市再生機構の主導のもとで行われている「あまがさき緑遊新都心」キリンビール尼崎工場跡地開発、神戸ハーバーランド、丹波口駅、八尾市の大阪竜華都市拠点、など。

### 任意型再開発事業
市街地再開発事業とは別に、法定手続きを取る必要が無い再開発を任意再開発と呼んでいる。これらには「優良建築物等整備事業」などの都市計画制度を利用した再開発や信託事業の手法などがあり、種別は都市再開発に含まれている。任意型は都市再開発法に基づいて手続きをとり実行する市街地再開発事業とは異なり、都市計画決定等の法的手続きは要しない。赤点と呼ばれ、法定手続きなどを取らないで契約だけで再開発が出来る任意の再開発は、法定再開発の場合の面積は広く、相手にする地権者の数が多くなって困難な場合も多く生じるという点とは違い、面積的に小規模で地権者数も少ないものが大多数であるという特徴がある。
中国やアメリカなど世界的に多いのは買収額が重要となる全面買収方式で、権利変換などの選択肢の多い合意形成をともなう再開発は日本独特であるが、任意型の再開発は等価交換を基本としている。地権者全員の合意が必要となる一方で、手続きは簡便であって一定要件を満たして補助金も得られる場合もある。

#### 優良建築物等整備事業
優良建築物等整備事業とは、市街地に良質な住宅建物の供給促進を図ることで市街地の環境改善を行う任意型都市再開発事業の代表的なもので、国の優良建築物等整備事業制度要綱に基づき行われる。
市街地の環境改善や市街地住宅の供給等を推進するため、土地利用の共同化、高度化に寄与する優良建築物等の整備を行う。
一定割合以上の空地（くうち）確保などの優れた建築物等の整備に対して共同通行部分や空地の整備補助を行う。共同化や市街地環境形成、マンション建て替えなどの優良再開発型、住宅複合利用や優良住宅供給などの市街地住宅供給型、既存ストック活用型、耐震型の四つの類型がある。
一定要件を満たす民間再開発に対しては、国と地方公共団体が必要な助成を行う制度となっている。事業例は、優良建築物等整備事業#事例を参照。特に優良建築物等整備事業による小規模な再開発事業によるものは現在、中心市街地の再開発においても多機能公共公益・民間商業利便性複合施設整備といった手法で多く進められている。

#### 認定再開発事業
民間活力を活用した簡便な手続きによる再開発事業を支援するため平成10年5月の法改正により創設された再開発事業制度に、認定再開発事業がある。これは都市再開発法129条の3に基づいて認定した、市街地再開発事業を除いた再開発事業計画に係る再開発事業をいう。制度の特徴は、高度利用地区といった都市計画決定を経ずとも、当該首長が認定した再開発事業計画ならば、事業に関し税制特例を与え、任意再開発事業を優良なものに誘導しようとするところにある。策定した「再開発事業計画」が一定の基準に合致すると、優良事案として当該首長の認定が受けられ、税制の特例措置が受けられるが、その認定条件は、すべて都市再開発法第129条の3に基準が規定されている。概要は、事業区域が都市再開発方針二号地区内にあり、耐火建築物等が2分の1以下、土地の利用状況が著しく不健全なこと、建築物等の整備計画については、都市再開発方針二号地区の整備又は開発の計画の概要に即したもので、地階を除く階数が3以上の耐火建築物、建築面積が200平方メートル超で、容積率が指定容積率の3分の1以上、建ぺい率が指定建ぺい率のマイナス10パーセント以下であること、公共施設が必要な位置に適切な規模で配置されていること、事業計画が当該区域の都市計画に適合していること、都市機能の更新に貢献するものであること、事業期間が事業を確実に遂行するため適切なものであること、事業者が事業を遂行するために必要な経済的基礎及びその他の能力が十分であることがあげられている。

#### その他任意再開発事業
基本的に多くの地権者が集まる再開発は時間もかかり採算性が悪い場合も多い。このため一般に再開発者側の考え方としてまとまった土地が得られかつ権利関係も複雑でない土地から開発を始めておき、開発が一巡し、問題の土地利権がクリアになってから再開発を行おうとすることが多いが、小布施町で実施された小布施方式は話し合い型で進めた等価交換任意再開発の代表例で、1982年から話し合いから開始し、1987年頃に完了している。権利者同士で十分納得を得るために話し合いに2年程かけ、仮設住宅などつくらずに、順繰りと事業を行い、事業完成までには3年費やしている。
任意の再開発事業は他に、既成市街地等において、優良な民間の再開発を促進するため、税制の優遇措置を適用する「特定民間再開発事業」と「特定の民間再開発事業(租税特別措置法施行令の規定による特定の民間再開発事業等の認定)」がある。
前者は土地、建物などを譲渡した個人又は法人が、当該事業で建築した中高層耐火建築物等もしくは当該事業の施工地区外で一定の土地、建物を取得した場合、一定の要件の下で所得税、法人税の課税繰延べに関する特例の認定制度で、後者は一定の要件を満たす任意再開発事業のため、長期保有資産である土地、建物等を譲渡した者に対し、その譲渡に係る所得税及び住民税に軽減税率が適用される制度である。
両者とも都市再開発法によらない任意の再開発事業のうち、一定の要件を満たす場合に適用される税制上の措置という上では共通で、適用条件も地上4階以上の中高層耐火建築物、施行地区面積が1,000平方メートル以上、都市施設用地または一定の空地の確保、地区内の従前権利者が2人以上という用件すべてを満たす必要がある。特定民間再開発事業はこの他にプラスして、従後の地権者が従前権利者を含む2人以上の共有が必要となる。

### 都市再生プロジェクト
都市再開発と類似の用語に都市再生がある。日本で実施されている都市再生プロジェクトは都市再生本部が都心における重要な政策課題、全国都市再生モデル調査で明らかになった課題と都心再生の取り組みの展開等の中から、重要かつ緊急に取り組むべきものを選定し、その事業を推進するもので、さまざまな都市の課題ついて、内閣府を中心に関係省庁、地方公共団体、関係民間主体が参加・連携し、総力を挙げて取り組むプロジェクトである。代表事例に国際文化公園都市, ミューザ川崎（第一種市街地再開発事業として都市公団が施行）、神戸医療産業都市構想（知的クラスター創成事業としても）, 京成成田空港線（第二次決定）, 首都高速神奈川7号横浜北西線（第二次決定）、寝屋川大東線沿線の密集市街対策（第三次決定) 東京大学柏キャンパス地域「大学と地域の連携恊働による都市再生の推進」, 北千葉道路計画早期具体化, 都営地下鉄浅草線「首都圏の空港アクセス緊急改善対策」などがある。
都市再生と単に呼ぶ場合、指定された地域における都市再生に関する事業を指すことが多い。これには都市再生特別地区、都市再生総合整備事業等が具体的な事業としてあるほか、都市再生ファンドが設立されている。
都市再生特別地区は都市再生特別措置法第36条に規定される地区で、同法令により指定された都市再生緊急整備地域内において、土地の合理的かつ健全な特別の高度利用と都市機能の更新とを図り、当該地区の特性に応じた用途や高さ、配列、形態を備えた建築物の建築を誘導するために、各都道府県の都市計画により定められる。同地区では用途地域における規制を受けない。また、都市再生総合整備事業は国土交通省住宅局による、都市における面的整備に対する補助事業で、旧工場跡地や衰退している既成市街地の再生に際して先行的投資を行い、地域再生の引き金となる事業に対し補助が行われる。総合整備型と拠点整備型の2タイプが用意されている。
都市再生特別措置法は近年における経済社会の構造的な変化、国際化の進展などに対応し、都市の再生を図るために制定された。2002年6月から施行され、都市再生に関する基本方針の策定を行うと同時に、都市再生緊急整備地域を指定し、同地域内の都市計画の特例、金融支援等の処置を行うことで、地域における新たな計画や事業を支援することが可能となった。

### 都市再生土地区画整理事業
都市再生土地区画整理事業（としさいせいとちくかくせいりじぎょう）とは、空洞化が進行する中心市街地や、防災上危険な密集市街地など都市基盤が貧弱で整備の必要な既成市街地等において、道路整備など都市基盤の整備と併せて街区の再編を行う土地区画整理事業。国の一般会計による補助事業で、補助金交付要綱としては都市再生推進事業制度要綱(平成12年3月24日付け建設省都計発第35-2号)および都市再生推進事業費補助交付要綱(平成12年3月24日付け建設省都計発第35-3号)の規定に基づき実施する。
土地の有効利用を促進するとともに、安全で快適な、活力のある市街地への再生・再構築を行うことを目的としている。
なお、国の都市再生事業とは、一般に同事業と、被災市街地復興土地区画整理事業、緊急防災空地整備事業から構成される。道路整備特別会計による補助事業では都市計画道路の整備に特化させているのに対し、都市再生事業は市街地環境の整備改善を図るための事業制度であり、他の特別会計との併用を可能としてある。

#### おもな例
- 三沢都市計画事業中央町地区都市再生土地区画整理事業（青森県三沢市）
- 五所川原市中心市街地地区（大町二丁目地区）都市再生土地区画整理事業
- 八潮都市計画事業八潮南部中央都市再生土地区画整理事業（埼玉県八潮市）
- 上石第一地区都市再生土地区画整理事業（埼玉県熊谷市）
- 中野三丁目地区都市再生土地区画整理事業（東京都中野区）
- 水守都市再生土地区画整理事業（静岡県藤枝市）
- 東小川都市再生土地区画整理事業（静岡県焼津市）
- 彦根駅東地区都市再生土地区画整理事業
- 彦根四番町スクエアの歴史都市再生土地区画整理事業（滋賀県彦根市）
- 祭都きしわだ都市再生土地区画整理事業（大阪府岸和田市）
- 神戸海上新都心地区
- 財光寺南都市再生土地区画整理事業（宮崎県日向市）
- 草津市追分丸尾土地区画整理事業
- 西条駅前都市再生土地区画整理事業（広島県東広島市）
- 香椎副都心（福岡県福岡市）
- 高知駅周辺地区都市再生土地区画整理事業
- 大手前地区都市再生土地区画整理事業（大分県佐伯市）
- 安慶名地区都市再生土地区画整理事業（沖縄県うるま市）

#### ミニ区画整理事業
阪神・淡路大震災の教訓を受け、平成8年度に創設されたが、現在は前述の都市再生土地区画整理事業制度に組み込まれている。いままで全国で実施されてきた土地区画整理事業より規模が小さい区画整理事業の総称で、道路・公園等の公共施設の整備水準が低い木造密集市街地等を対象として、防災性の向上を図り、安全な市街地を形成するのを目的に創設。この制度により、個人施行や組合施行で小規模なものであっても事業が実施できるとして、事業の実現性が増したことから、近年、注目されている既成市街地の整備手法でもあり、次のような種類がある。
- 沿道整備街路事業 - 道路整備のための道路用地と代替地との交換を行う事業。
- 緑住区画整理事業 - 農地所有者が主体的に実施する土地区画整理事業であって、生産緑地と宅地化農地の交換分合を進め、介在的に残された市街化区域内農地の計画的宅地化を図る事業。
- 安全市街地形成土地区画整理事業
- 街区高度利用土地区画整理事業 - 公共施設を再編整備し、高度利用街区を形成するもので、東京都港区の芝三丁目東地区が全国第一号であるが、その後、東京都再生区画整理事業制度での補助に。
- 敷地整序型土地区画整理事業 - 平成9年に創設された手法で、換地による交換分合を通じて、敷地の集約化を図ることを主観とした土地区画整理事業。

公共施設整備よりもあくまで敷地の整序に主眼がおかれている。これは、一定の都市基盤整備が既になされている既成市街地内で、空き地、駐車場等の小規模かつ不整形な低未利用地が散在し早急に土地の有効利用を図ることが必要と認められる地区において、相互に入り込んだ少数の敷地を対象として、その整序を図り、土地の有効高度利用を実現することを目的にしているからある。
この制度を適用する事業については、その主旨に鑑み、土地区画整理法における公共施設の新設・変更の解釈や、同法施行規則で規定されている技術的基準を弾力的に運用できるとされ、小規模な敷地レベルの事業を実施可能にしている。

## 日本国外の都市再開発

### アメリカの都市再開発
- アセンズ (ジョージア州) - レイル・ツー・トレイルの再開発が中心街とイーストサイドを繋ぐために検討されている。
- アメリカ同時多発テロ事件#WTCコンプレックス跡地の再開発 - 当初の再建案は遺族の反対で撤回、改めて行われた建築設計競技の結果、ダニエル・リベスキンドの案が採用された。
- ボルチモア - ボルチモアの市街地「チャールズセンター」はスラムクリアランスを実施したもの。1904年の大火で市街地が再編成されて整然とした街並みが作られた。その後、1960年代より施設の老朽化と主産業の構造不況によりダウンタウンから人口が流出し、スラム街が発展し治安悪化が進んだ。そこで市は30年にわたる再開発計画を実施、とりわけインナーハーバーの一新を図り、工業・貿易施設とともに多数のレジャー施設を建設した。
- インディアナポリス - 一時は都市化の波に乗り遅れたが再開発に成功。大規模ショッピングセンターやコンベンションホール等の建設が進む。マサチューセッツ・アベニューの再開発はレストラン、劇場及び店舗を独自に所有した上で開発している。
- エリー (ペンシルベニア州)市街地再開発地区（DID)
- ヒューストンダウンタウン再開発地区
- エバンストン (イリノイ州)#議論 - 再開発が進み、元市長のロレーヌ・モートンは35万ドル以下の高価でない中規模住宅を建設するよう建設業者を説得した。
- オーロラ (イリノイ州) - 街にカジノが作られ、最近20年間[いつ?]で中心街再開発が進められ、1990年代後半には市郊外の田園部で開発が開始された。
- カウンシルブラフス - 1970年の都市再開発と、1984年のケインズビル・ブールバード・アメリカ国道6号線バイパスの完成後に、市内の主要な小売地区としては衰退した。
- カンザスシティ (ミズーリ州)#再開発 - 長らく空き地のまま放置されたり駐車場となっていた区画が目立つウンタウンを再開発した。
- クラウド・ゲート - シカゴ市にミレニアム・パークとして認可され再開発が始まった後、2004年に完成し公開された。
- グリーンズボロ (ノースカロライナ州) - 市内中心部の南側地区は新伝統様式地区に再開発された。
- コメリカ・パーク - デトロイトのダウンタウン再開発の一環として新本拠地として建設された。
- サンフランシスコ - 1960年代から1980年代にかけて大規模な再開発が行われた。
- ジェーンズビル (ウィスコンシン州) - ジェーンズビル・モールは1990年代後半に再開発され、1998年にはパインツリー・プラザがオープンした。
- ジャージーシティ - 廃工場のすぐ隣に新築の高層アパートが建つ。再開発が進展し至るところでこのような光景が見られる。
- スタンフォード (コネチカット州)#再開発 - 1960年代から1970年代にかけて大規模な都市再開発が行われた。
- ステープルトン国際空港#再開発 - 再開発で1,000戸以上の住宅が建てられ、30,000人が居住する計画とされた。
- スプリングフィールド (マサチューセッツ州) - 再開発プロジェクト「Baystate West」を実施。
- スリー・リバース・スタジアム -  チームと都市活性化のため再開発により建設された球場。
- チャタヌーガ - 官民一体で再開発を進め、かつて機能していた鉄道ターミナル跡地にホテルとショッピングセンターを備えた複合商業施設を建設した。
- デイトン (オハイオ州) - 廃墟と化した建物の解体のための財源が確保され再開発が進められる。
- デトロイト - ルネサンス・センターはゼネラルモーターズ本社が入居しているデトロイトの再開発ビルである。1990年頃から都市再生を目指し、ダウンタウンにはピープルムーバーと呼ばれる新都市交通が設けられている。
- デンバー - 日本人街が再開発され、高齢者用アパートが建築された。
- トーランス (カリフォルニア州) - 古い工業地帯を大規模再開発して住宅地へ転用し、人口増加をもたらした。
- ナイアガラフォールズ (ニューヨーク州) - ユナイテッド・オフィス・ビル、ホリディ・イン・セレクトを再開発。ミストの新しい劇場も建設された。
- ニューヘイブン (コネチカット州) - 再開発によりニューヘイブン・グリーンを囲むように高層オフィスビルやホテル、ショッピングセンターなどが建ち並んでいる。
- ネイビー・ピア#再開発 (1970年代～)
- パターソン (ニュージャージー州) - パターソン市中心街は市の商業中心地区でパターソン博物館がある。大規模再開発計画がある。
- ブッシュ・メモリアル・スタジアム - ダウンタウンの再開発計画がある。
- ブルーミントン (ミネソタ州) - 住宅再開発局が市内の低所得者向け住宅を取り扱い、再開発を計画している。
- マンハッタン - かつては非常に治安の悪いエリアであったため再開発が行われている。
- ミドルタウン (コネチカット州) - 都心再開発の名のもとに多くの威厳ある建物が壊されている。
- モンロー砦#再開発の可能性 - 2008年8月、モンロー砦の再開発計画が公式に採用される。
- ヤングスタウン (オハイオ州)#再開発 - 高層建築でも街が栄えていた頃の古いものが多いが、再開発も進んでいる。
- ユニオン駅 (ワシントンD.C.) - 1981年に再開発法が成立し修復と改装が行われた。
- ワシントンD.C.の歴史 - 1990年代後半から2000年代初期にかけて再開発が行われ、多くの地域が活性化した。
- ヤングスタウン (オハイオ州) - 再開発により、高齢者用住宅、賃貸タウンハウス、1家族用の分譲住宅が建ち並ぶ住宅街へ変貌を遂げた。

### カナダの都市再開発
- トロント - ネイサン・フィリップス・スクエアはトロント市庁舎の南口にある市庁舎前広場で、再開発の計画が進んでいる。また、トロント・イートン・センター#再開発は北アメリカにあるダウンタウンでも最大のショッピングセンターのひとつである
- トロント・イートン・センター#再開発
- ハリファックス地区再開発 - 1917年、ウィリアム・ホルフォードがカナダに赴き、ガーデンシティーの原則理論を展開して建築家アンドリュー・コッブらと協働して手がける

### ヨーロッパの都市再開発
- イル＝ド＝フランス地域圏 (RER) - 中央市場の郊外移転と跡地再開発（シャトレ-レ・アル駅）
- ハーグ/ニュー・センター・プロジェクト - 1995年にハーグ市主導のもとで複数の民間会社の協力によって始められたハーグ中心部の開発プロジェクト。ハーグを住宅・ビジネス環境を与える町に生まれ変わらせるべく、まず新しくオフィス・住居・商店を建設し、フロート・マルクト通りとカルファーマルクトを通り地下駐車場に直結するトラム用トンネルやハーグ中央駅近くのコニングス・トンネルを建設したことで市内中心部の交通アクセスが飛躍的に改善した。地下遊歩道でハーグの2つの駅を結ぶことでフロート・マルクトが街のショッピングの中心地となっただけではなく、駅の乗り継ぎの利便性も高まった。
- クンストパーク・オスト総合イベントパーク - ミュンヘン中央駅から市電で5つ目の東駅前にあった食品工場跡地を民間発起人により再開発したもので、総面積8万平方メートルの敷地にある12の建物を利用してドイツ最大の文化・イベントパークを実現、若者向け総合イベントパーク「クンストパーク・オスト」として1996年にオープンした。テナントの大多数を若い起業家として、工場時代よりも多くの雇用を創出した。
- コップ・ファン・ザイド - 「南の頭」を意味するロッテルダム市港湾局が計画したウォーターフロント計画。1990年初頭に始まり、ウィルヘルミナピアー地区を中心にマース川南岸の旧港湾地区であるビネンハーフェン (Binennhaven) 、アントレポートハーフェン (Entrepothoven) 、スポールウェグハーフェン (Spoorweghaven) 、ラインハーフェン (Rijhaven) 、ウィルヘルミナピアー (Wilhelminapier) を再開発。ウォーターフロントに広がる斬新なオフィスビル群、エレガントな高層マンション、リバーサイドの遊歩道などが建設された。
- ウェストサイド（ベルン） - 1960年代の構想に始まったベルン郊外ブリュンネン地区 (Brunnen) の開発計画で、スイス史上最大規模の資金をかけた複合レジャー・ショッピングセンター計画。2000年に建築家ダニエル・リベスキンドの起用を決定、彼が初めて手がける商業的複合建築となる。2006年着工、2008年グランドオープン。広大なスペースに幅広いジャンルの約50店舗が軒を連ねるショッピングエリア、モール、フードコート、プール&スパ、11スクリーンのシネマ・コンプレックス、144室を備えるホテル「Holiday Inn Westsid」、高齢者向けマンション「セネ・カシータ (Sene Casita) 」なども併設。オープンに合わせてベルン中央駅から近郊線で直結する鉄道駅も新設している。
- ラインエルベ学術研究パルク - ルール工業地帯の中でも炭坑の町として、かつては排水や排煙による汚染で「最も住みたくない町」とされたゲルゼンキルヒェンを再開発した。モデル都市として「公園のオフィス」をコンセプトとし、旧テュッセン鋳鋼工場とラインエルベ鉱坑の跡地を再生研究開発都市に、郊外の炭鉱住宅をその特徴である簡素さや機能性を生かして改修・拡張を行い、ぼた山はレクリエーション施設として再利用された。
- アントレ・デュ (Entre Deux) - オランダ南東部の都市マーストリヒトのショッピングモールで、市の中心部に都市開発の一環として建設された。その設計とデザインはヨーロッパでも高く評価され、2007年にカンヌのMIPIMのアーキテクチュアル・レビュー・フューチャー・プロジェクツ部門で特別賞を、国際ショッピングセンター委員会 (ICSC) ヨーロピアン・ショッピングセンター・アワード2008を受賞した。14世紀の聖ドミニカ教会など6つの歴史ある建物を改装してできた建物は、モダンで明るいデザインを取り入れつつマーストリヒトの古き良き町並みと一体とした作りをみせ、ZARAやH&Mなどが入ったショッピングモール、高級マンションと駐車場を併設する。
- オーバーハウゼン・ツェントロ - デュッセルドルフの北東約40km、ルール工業地帯のオーバーハウゼン市に1996年秋にオープンしたヨーロッパ最大級のショッピングセンター。巨大な敷地にはショッピングセンターをはじめレジャーパークやスポーツパークなどを併設。ドイツの大手デパートや国内外の約200のブティックが出店、食料品市場や世界各国料理のレストランなどがある。
- メドウ・ホール - イギリス・シェフィールドにある大規模複合ショッピングセンターで、ゲーツヘッドのメトロポールセンターと並びイギリス最大級、ヨーロッパでも有数の規模。1991年にオープンした工場跡地を再開発したもので、高速道路M1のジャンクション直近であるほか、都心とはスーパートラム（低床式路面電車）とシャトルバスにより結ばれる。マークス・アンド・スペンサーズなど3つのデパートと270の専門店が入居し、11の映画館から成るシネマコンプレックスとレストラン、屋台の集まるコカコーラ・オアシスとこれらをつなぐ2層の専門店モールよりなる大規模複合商業施設で、屋内型テーマパークのようでもある。
- ブルーウォーター - ロンドンから東へ30km、ダートフォード近郊にヨーロッパ最大級のインドア・ショッピング・センターが1999年オープン。「John Lewis」「Marks & Spencer」「House of Fraser」といったデパートのほか、Joseph, DKNY, Nicole Farhiをはじめとするブランド・ショップなど、店舗数は300を超える。
- オーギュスト・ペレによって再建された都市ル・アーヴル
- ウィーン・ガソメーター - 新都市地区建設という大きな規模で進められ、1898年の建設以来使われていたレンガとガラスで出来た魅力的なファサードを持つ円形タワーは、建築家らにより巨大な4つのガス貯蔵施設へ改修され、住宅やオフィスの建物だけではなく総合的なインフラ設備も提供。文化的にも新しい流れとなるシネマ複合ビルとなった。
- メディア・パーク・ケルン - ケルンに建設された情報都市。計画された敷地は20haで街の中央に位置する。1986年まではヨーロッパの鉄道網で最大の国有鉄道貨物ヤードであった。
- ハーフェンシティ - ハンブルクにおける都市再生プロジェクト。大都市の発達した中心地区の周辺に位置し、住宅・商店・工場などが混在するインナーシティで街の中心となり、21世紀の新しいヨーロピアンインナーシティーとしてのユニークな実例とする計画。ウォーターフロントでもある同地区には、文化、レジャー、サービス、ショップ、飲食店、都会生活、公園、広場、散歩道が混在する画期的な街が姿を現し、ヘルツォーク&ド・ムーロンの設計によるエルブフィルハーモニーコンサートホール、Kaispeicher B倉庫の海事博物館、Uberseequartierエリアにある水族館複合施設「Maritime Erlebniswelt」などがある。ハンブルクのダウンタウンにおいてはハーフェンシティの開発に伴い約40%の高度成長率を達成した。
- ロッテルダム再開発 - ラインバーン計画に基づく再開発を実施。
- インビリドーバラ - プラハ北東部のカアルリン地区にある再開発地区。
- パリ・ベルシー駅 - パリメトロ14号線 ベルシーの再開発地区にありフランス経済・財政・産業省ビルなどが近い。ベルシー地区再開発はパリ東部のワイン倉庫跡地を開発し、セーヌ川左岸地区へつなげる計画。開放的なテラスをもつ快適で個性的な住居群を形成する。
- オムファル（Omval）再開発地区・高層ビル街 - アムステル駅近郊
- ベルゲン再開発地区 - ノルウェー
- ラ・ブレン＝サンドニ再開発 - パリ郊外北部の都市開発の中心
- ダンケルク中心市街地再開発 - 運河にかかる橋の建設により孤立していた土地が新しく大学地になり、造船業の衰退と輸送手段の変化で、市街地に隣接した高エ案地区が都市整備の重要拠点となる
- マルセイユ・ユーロメディチラネ構想 - 港湾地区の倉庫をオフィスビル・レドックにコンバージョンを受け、自動車専用の高架道路を地下化。
- ヴァーツラフ広場 - チェコのプラハにある広場。19世紀の近代化によりプラハが爆発的な発展を遂げると広場周辺の再開発が始まり、現在まで残る建築物が建てられた。広場の両側に建つ建物の多くは19世紀後半から20世紀初頭に建てられたものである。
- ウィーン中央駅 - 再開発の費用として約20億ユーロが投資され、このうちオーストリア国鉄が約6億ユーロ、ウィーン市が約1億5000万ユーロ、残りを個人投資家たちが出資した。
- エディンバラ新市街#再開発
- エンスヘデ - 荒廃した街は「オランダでいちばん貧しい街」と呼ばれるまでになったが、政府による市街地再開発などにより復活した。
- オステルリッツ駅 - 1990年代からオステルリッツ駅に付随する鉄道施設の整理と跡地の再開発が行われた。
- ガトウィック空港駅 - ネットワーク・レールによるガトウィック空港駅の大規模再開発では、3,000万ポンドの費用をかけて当駅を通過する列車本数を増加させ乗客処理能力を改善した。
- キングス・クロス駅 - イギリスの主要鉄道幹線の1つであるイースト・コースト本線の南の終着駅。地下鉄駅は現在も大規模再開発中
- クアトロ・トーレス・ビジネス・エリア - 「四つの塔のビジネスエリア」の意で（略称：CTBA）、スペインの首都マドリードを貫く大通り「カステヤーナ通り (Paseo de la Castellana) 」の北端近くにあるビジネス地区。
- グウォグフ - 1967年に町の再開発が始まり、この際に銅の鋳造所が作られた。この鋳造所は現在でもグウォグフで最大級の企業である。
- クールブヴォア - フランス中央部、イル＝ド＝フランス地域圏の都市。都市再開発地区のラ・デファンスがある。
- サウサンプトン#再開発 - ウェスト・キー開発の第1段階としてウェスト・キー・リテール公園の整備、第2段階としてショッピングセンターの建設が行われた。
- サウサンプトン - 第一次世界大戦が終結すると、サウサンプトンの広範囲な地域で再開発が行われた。経済発展によりサウサンプトンの再開発を促進し、1920年代に交通渋滞が増加すると中世に建設された防壁を撤去した。
- サセックス大学 - 2009年にキャンパスを再開発。大学のキャンパスには他のイギリスの郊外型大学と同様に学生寮と生活に必要な施設があり、一つの街を形成している。
- ジョン・ブラウン・アンド・カンパニー#再開発 - クライドバンクのドッグ跡地の再生プランは現在、ウェスト・ダンバートンシャイア議会とスコットランド開発公社によって実施中
- ストラトフォード国際駅 - イーストロンドン貨物操車場の再開発により、ストラトフォードシティが整備された。2012年ロンドンオリンピック関連の施設の整備に合わせ整備が進められた。
- チェックポイント・チャーリー - 2000年に周辺一帯の再開発により、旧東ドイツの監視塔が解体された。チェックポイント・チャーリーの建造物ではこの監視塔が最後まで残っていたものであった。
- トゥルグ・ムレシュ - トランシルヴァニア地方の都市。1913年にウィーン分離派様式建築を採用したトランシルヴァニア市庁舎の周辺を再開発している。
- トラファルガー広場 - ロンドンのウェストミンスターに存在する広場。ジョン・ナッシュが再開発を
- ドランメン - ノルウェー・ブスケルー県の都市。1866年に起きた大火で市の大半は廃墟と化し、市中心部の特色ある広場やブラゲーネス教会などの再開発が行われた。
- ナンテール - イル＝ド＝フランス地域圏の都市。オー=ド=セーヌ県の県庁所在地。都市再開発地区のラ・デファンスがある。
- ナント - 2001年に新たな市中心地とすべく、島の再活性を目的とする再開発計画が始まった。
- ニューカッスル・アポン・タイン - イン川沿いのキーサイドはかつて貿易・商業の中心地であった。1990年代から再開発が進み、歩いて渡れる対岸のゲーツヘッドの再開発も同時に行われ、近代美術館やホテル・レストランが建ち並んでいる。
- ノッティング・ヒル・ゲート駅#再開発 - 駅の入口は1950年代後半に再築され、1959年からサークル線・ディストリクト線とセントラル線の2つのノッティング・ヒル・ゲート駅が接続して再開業
- バーミンガムの再開発地区 - 運河を巧みに利用した再開発を実施。カスタード工場地区の再開発によりセルフリッジズなどの百貨店やショップが入った巨大ショッピングセンター「ブル・リング・センター (Bull Ring Centre) 」が竣工。
- バイヨンヌ - 大西洋岸は保養地として知られ、近年サーフィンをはじめとしたマリンスポーツのリゾートとしての再開発も進む
- ハイルブロン - ドイツ連邦共和国バーデン=ヴュルテンベルク州北部の大都市。1998年からカールスルーエ市電が乗り入れている。2005年からハイルブロン中心街一部で再び大規模開発工事が行われ都市再開発が進められる。ネッカー川に2つの橋が建設され、連邦地方振興政策に基づいて北と南に新しい市街地と、中心街に新しい2つの大型ショッピングセンターが建設されている。
- バトラーズ・ウォーフ - ロンドンのテムズ川南岸、タワーブリッジ東側にあるビル群。かつては倉庫街が広がっていたが、1980年代に再開発が行われテレンス・コンランが尽力した。以降は隣接するタワーブリッジの人気もあり、レストラン街や高級ペントハウス街とショッピングストリートを備えた観光地となっている。
- パリの歴史 - ルーブル美術館の再開発。
- パリ改造 - アンリ4世 (フランス王)がセーヌ川にまたがる橋ポンヌフの建造を中心とした首都パリの大規模な再開発計画を実施。
- ピーターバラ - イングランド東部の都市。市内の中心部は再開発されており、現在はクイーンズゲート・ショッピングセンターが設けられている
- ピュトー - フランス中央部、イル＝ド＝フランス地域圏の都市。都市再開発地区「ラ・デファンス」がある。
- フィゲイラ広場 - ポルトガル・リスボン中心地にある広大な広場。1755年のリスボン地震で被害を受け、バイシャ・ポンバリーナ地区が再開発された。
- プール・オブ・ロンドン - シティ・オブ・ロンドンがテムズ川に接する岸辺を指す。1960年代にテムズの水運量が減少し波止場も大半が閉鎖された。このため1980年代から1990年代にかけて地区の再開発が行われ、近代的な商業エリアに生まれ変わった。21世紀に入っても「プール・オブ・ロンドン・パートナーシップ」が設立されるなど再開発計画が継続される。
- ブラチスラヴァ - スロバキア国鉄が管理運営する駅舎および駅周辺で、2010年から再開発工事を開始。
- マールブルク・アン・デア・ラーン - 1972年に公式な都心再開発事業が始まり、現在も続いている。旧市街の歴史的建造物は、注意深く修繕がなされている
- マンチェスター再開発地区 - 元はロッチデール運河とアシュトン運河の間にある積み替え港だった「キャッスルフィールド」や、インナーエリアの大規模集合住宅、ヒューム地区多人種居住エリアなど。
- ラ・デファンス - フランスのパリ近郊にある都市再開発地区。
- リンゴット - イタリア・トリノの地区名で特にフィアットの巨大な自動車工場を指すが、工場再開発計画の設計コンペが行われレンゾ・ピアノの案に決定した。1989年には老朽化した工場が、コンサートホール、劇場、コンベンションセンター、ショッピングモール、ホテルの入った近代的な複合施設に再開発された。
- レンヌ駅 - 駅はレンヌ中心部の南側に位置し大規模な再開発が行われる。
- ローマ再開発
- 東洋アフリカ研究学院 - キャンパス周辺で前年のユーロスターのセント・パンクラス駅への乗り入れを契機とした大規模な再開発を実施。
- アントウェルペン市再開発計画 - ベルギー・アントウェルペン（1990年）。
- サウス・バンク再開発計画（1994年）
- サンディエ - 小都市復興計画として不良宅地の再開発計画が行われる。
- セルウィウス城 - カエサルのフォルム建設、フォルム・ロマヌム、市街地の拡大などの再開発を進めるために城壁を撤去。
- ベルリン/ゲルマニア - 大ドイツの首都にふさわしくベルリンを改造するメガロマニアックな首都改造再開発で、アルベルト・シュペーアがベルリン建設総監に任ぜられ、計画案を作成。1991年に東西統一ドイツの首都と定められて以降、東西に分断されていた道路網や地下鉄も含む鉄道網など交通網の東西直結工事が行われ、インフラ整備や再開発が旧東ベルリン地区を中心に進行し再興されている。ソニーセンターなど高層・超高層ビルの建設も進められる。
- ベルリン・アレクサンダー広場 - ドイツの首都ベルリンのミッテ区にある広場。広場は何度か再開発されているが、最近では1960年代に東ドイツによって行われ、この際にベルリンテレビ塔が建てられた。
- ベルリン・ポツダム広場再建 - ハンス・シャロウン  の原設計では、現在とよく似た被覆を行うものであったが、当時の予算ではこれが実現できなかった。レンゾ・ピアノ は ポツダム広場再開発計画（デビス本社ビル等）で再開発にあたってのダイムラー・シティのマスタープラン設計を、クリストフ・コールベッカーと1992年 - 2000年共同した。これによってこの地域の都市再開発に関するシャロウンの設計は、最終的に完全な状態で実現。広場 のプロジェクトは開始当初から批判の対象であり、現在もなおこの地域が商業化され再開発される過程をすべての人が賞賛しているわけではない。
- ベルリン・中央区やプレンツラウアー・ベルク区の再開発
- テート・リバプール - テート・ギャラリーの一つで、サー・ヘンリー・テートゆかりの地、リバプールの港湾再開発地区の倉庫を改造し1988年開設。アルバート・ドックの、ジャッセ・ハートリー設計の1840年代の倉庫をジェームス・スターリングが改造
- リージェント・ストリート#再開発
- グリニッジ・ペニンチュラ総合基本計画（1996年）
- グリニッジミレニアム・ヴィレッジ - グリニッジドームの南に位置する都市の再開発地区。
- ロンドン/セント・ジェームズ・パーク駅 (ロンドン地下鉄) - パルマー・ストリート出入口は1960年代の再開発で建て替えられた。
- ロンドン/バーキング・アンド・ダゲナム・ロンドン特別区 - 地域のほとんどがテムズ・ゲートウェイに位置するロンドン・リバーサイド内にあり、再開発地域に指定されている。
- ロンドン・カナリー・ワーフ - ロンドン東部にある大規模ウォーターフロント再開発地域で、超高層ビルエイト・カナダ・スクウェアが竣工。
- ロンドン・ドックランズ#ドックランズ再開発 - シティ東部の港湾地帯であるが荒廃からの再開発が進む。1981年、イギリス環境省によってロンドン・ドックランズ再開発公社が設立され中心市街地付近の廃墟をビル街として再開発。
- イギリスの運河 - サルフォードは「サルフォード・キー」として再開発された。
- イギリス国防省チェルシーバラックス再開発
- ベイルマミーア - 約40年前に6角形の高層ハニカム型巨大団地14,000戸を中心として建設された理想都市だったが、住民に受け入れられず、アムス市は住民参加で副都心としての再生計画を提案。高層棟の一部を残して解体、さらに減築・改造により、中低層棟を中心に商店や福祉施設を含めた団地再生を完成。さらにオランダ鉄道とメトロの両駅にまたがる新都市センター「アムステルダムアリーナ」の建設を実施し、駅東側にはアムステルダムポートの大ショッピングセンターとオフィス街、小工場群を配置し、8万人の雇用を創出。
- コペンハーゲン・バルビー地区 - デンマークの著名なビール「カールスベア」跡地の再開発。都市再開発コンペの結果が発表された[5]。

### 中国の都市再開発
- 珠江新城 - 広州市都心の再開発地区。
- 牛街清真寺 - 北京地方政府は牛街付近の約36ヘクタールの土地の再開発を開始。
- 北京金融街
- 北京商務中心区
- 瀋陽北駅前周辺再開発
- 首都鋼鉄集団工場跡地 - 北京オリンピックに伴い移転した首都鋼鉄集団（首鋼）の広大な工場跡地を再開発し、アニメ・漫画の産業パークを建設する計画[6]。

### 香港の都市再開発
- タイムズスクウェア (香港)
- 九龍 - 旺角の西側一帯を再開発し建設された複合施設「ランガムプレイス」が2004年に完成した。
- 九龍城砦 - 正式名称は「九龍寨城」。再開発後の九龍寨城公園には中国趣味の庭園や、在りし日の九龍城砦の状況を簡単に展示する資料館が建てられた。
- 香港 - 香港島北部の市街地、特に灣仔地区でも環境整備の名目で再開発が進められている。

### 台湾の都市再開発
- 信義区 (台北市)
  - 台北101
  - 台湾総督府専売局松山煙草工場 - 松山文化創意園区（中国語版）としてクリエイティブな空間に生まれ変わった。
- 台北駅
  - 台北地下街
  - 台北双子星
  - 台北転運站（Qスクエア）
- シティリンク (商業施設)
- 打狗港 - 海岸公園を設置し高雄港の歴史と自然資源を利用した観光地として再開発。
- 高雄多功能経済貿易園区、亜洲新湾区 - 高雄港周辺の港湾・工場施設跡地をリノベーション、または再開発。
  - 統一夢時代
  - 高雄展覧館
  - 駁二芸術特区
- 台南紡織（タイワン・スピニング）台南総工場の再開発計画。台湾/三陽の内湖工場跡地開発、ライセンス取得[7]。

### 韓国の都市再開発
- ソウル特別市政府中央庁舎付近再開発地区
- ミアリテキサス#再開発. 淪落街3ヶ所に対する整備宣言（ソウル市幹部会議）以降、均衡発展促進地区に指定され 都市住居環境整備基本計画発表。
- 龍山4区域再開発事業（龍山惨事）
- 霊泉・南大門地区再開発計画（1967年）

### 東南アジアの都市再開発
- イポー - マレーシアの都市、ペラ州の州都。様々な努力が計られた。歴史的に「イポー」は、都市の中心部からキンタ川により分割された旧市街と新市街を指し、郊外で新しい開発があるたびに都市は絶えず広がっている。イポーは定年後に住むのに適した場所とされ、再開発のために新市街のそばに位置するグリーンタウンは1980年代後半から、政府の古い宿舎からしばしば旧市街と新市街を見劣りさせるほどのイポーの行政と商業の中心へと変えられる。
- シャー・アラム・サーキット -　取り壊され、「D'Kayangan」というプロジェクト名の宅地開発が行われることになった。
- ザ・フラトン・シンガポール - ビルは1996年まで中央郵便局として使われたが、再開発によりホテルとして再生された。
- ナショナルスタジアム (シンガポール)#再開発 - ナショナルスタジアムを解体し、35.6ヘクタールの跡地に多目的総合スポーツ・娯楽施設「Singapore Sports Hub（シンガポールスポーツハブ）」の建設計画がある。
- マカティ - フィリピンのメトロ・マニラと呼ばれるマニラ首都圏に属する都市。広大な敷地を持つフォート・ボニファシオは現在再開発中である。
- ラーマ4世通り - タイ王国のバンコクにある道路。バンコク・メトロが開通してから利便性が向上し、駅前や通り周辺では再開発が進む。

### 中東の都市再開発
- アブダビ#再開発 - アブダビの500m沖合いの島で大規模再開発が行われている。完成時にはリゾート施設だけでなく、ニューヨーク大学・グッゲンハイム美術館も建設される。
- ビジネスベイ - シェイク・ザーイド・ロード沿いの大規模再開発地区。ドバイマリーナにも近い
- エルサレム - ローマ風の都市として再開発
- ジュメイラ - アラブ首長国連邦・ドバイの浜辺に沿った居住地域。ドバイマリーナ、パーム・アイランドなど再開発地域にジュメイラの富裕層の一部が移住している。
- セントラル・マーケット - アラブ首長国連邦の首都・アブダビの再開発プロジェクト。
- タルトゥース - 港湾地区を再開発する「アンタラドゥス・ウォーターフロント開発計画」が進められ、巨額の投資がなされている。
- ドーハ#再開発 - 市内各地で大型開発が行われている。
- ヒジャーズ駅 - 2004年に駅舎は再開発のために閉鎖されたが、再開発計画は中断されたままになっている。
- ヘブロン占領区域 - イスラエルの占領政策により活力を失ったパレスチナの古都・ヘブロンの中心市街地(オールドマーケット)では、1996年にヘブロン再生委員会(HRC)が組織され、町並みを保存しつつ中心市街地の再生を図るプロジェクトが行われてきた。

### オーストラリアの都市再開発
- キャンベラ副都心・衛星地区開発

### ロシアの都市再開発
- スモレンスク空港#再開発計画 - モスクワ市とスモレンスク州による共同再開発プロジェクトが合意。滑走路の改修と延長、近代的な航法設備の導入、ターミナルの建設が計画されている。
- モスクワ・シティ - ロシアの首都モスクワ中心部（プレスネンスキー区）における都市再開発プロジェクト及び地域の名称。

### アフリカの都市再開発
- イェケパ - リベリアの都市。内戦終結後、アルセロール・ミッタル社がこの鉱山の再開発を決定し、多くの議論の後2007年5月に再開発をスタートさせた。